# Pastor da Mantiqueira
Pastor da Mantiqueira (eller policialzinho) är en hundras från Brasilien. Den är en vallhund som härstammar från hundar som portugisiska nybyggare fört med sig. Rasen är inte erkänd av den internationella hundorganisationen Fédération Cynologique Internationale FCI men är nationellt erkänd av den brasilianska kennelklubben Confederação Brasileira de Cinofilia (CBC).